# Ulica Kręta w Bydgoszczy

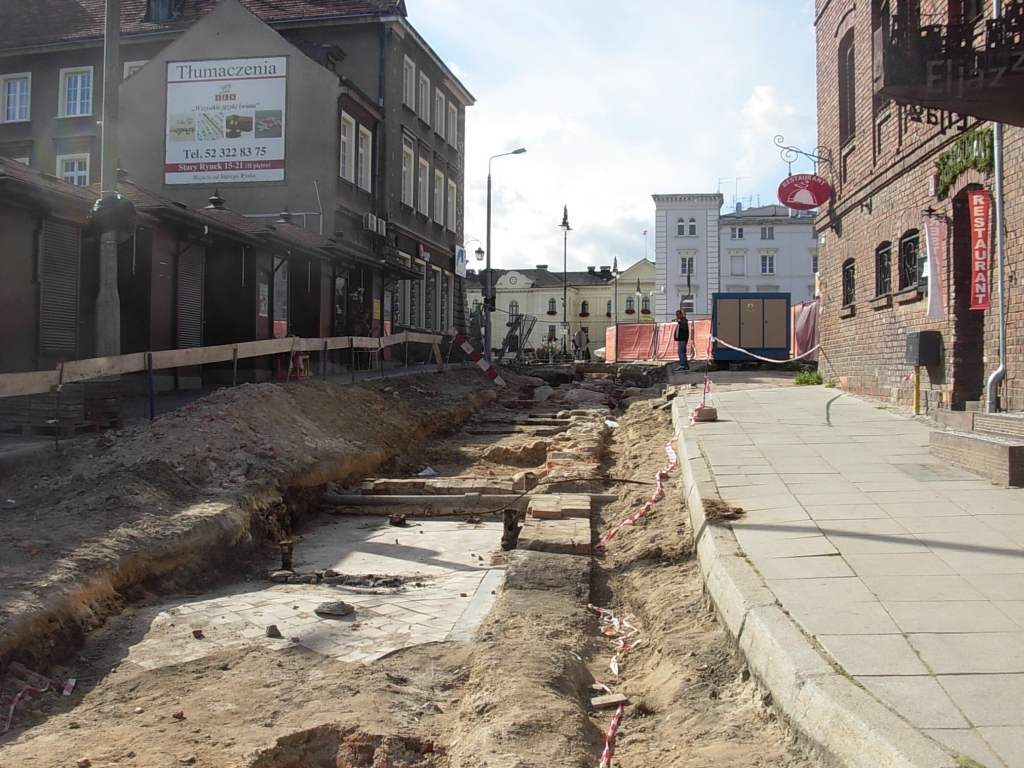
Fundamenty dawnej zabudowy pod ulicą

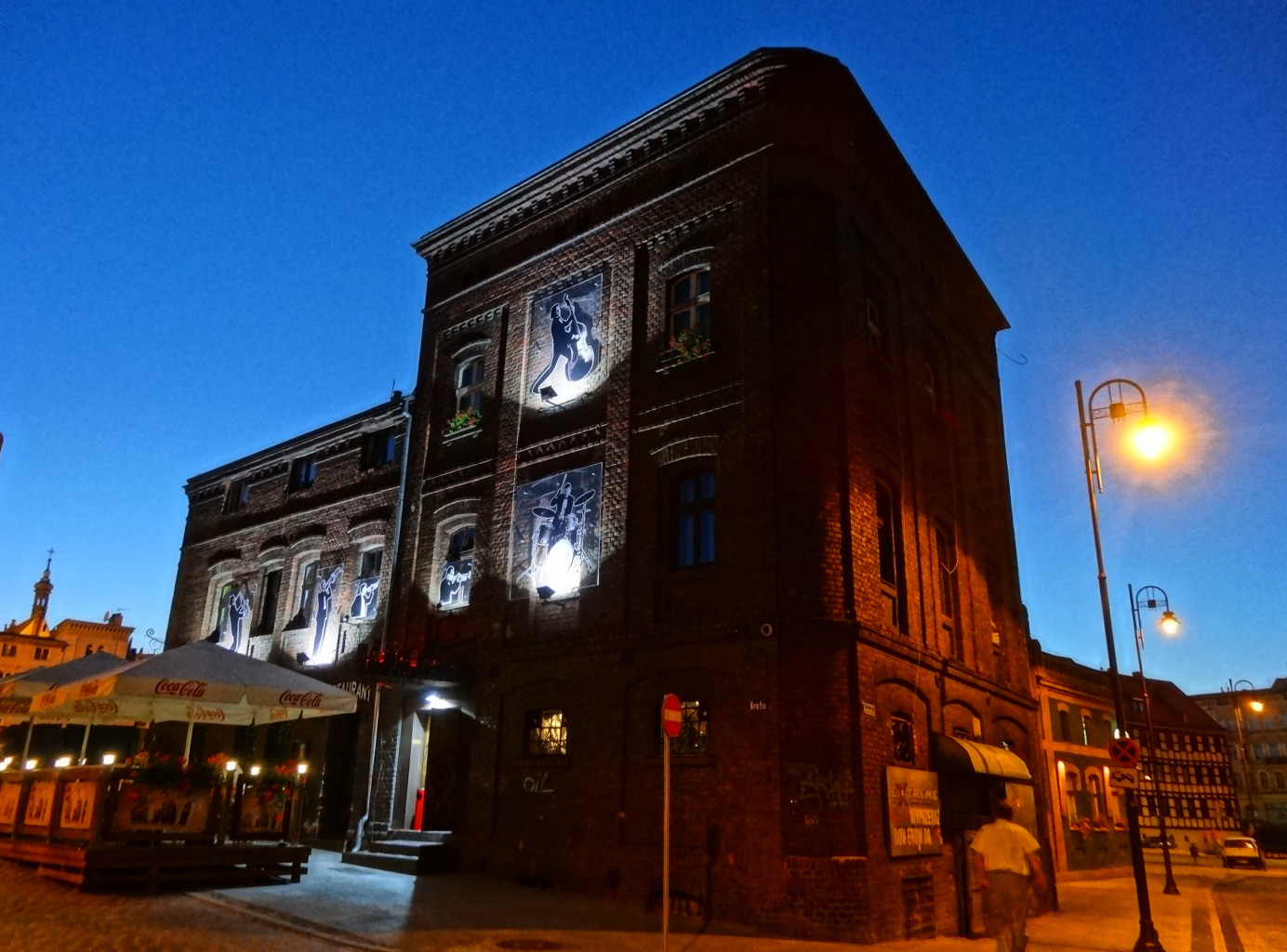
Budynek, w którym mieści się klub Eljazz

Ulica Kręta w Bydgoszczy – ulica na terenie miasta lokacyjnego Bydgoszczy. 

## Położenie
Ulica znajduje się we północno-wschodniej części Starego Miasta. Rozciąga się w przybliżeniu na kierunku wschód-zachód, od ul. Starego Rynku do ul. Podwale. Jej długość wynosi ok. 85 m. 

## Historia
Ulica Kręta została wytyczona w połowie XIV wieku podczas kształtowania bydgoskiego miasta lokacyjnego. Przebiegała ona we wschodniej części ówczesnego miasta Bydgoszczy, łącząc północno-wschodni narożnik Starego Rynku z ulicą Podwale. 
Podczas nadzorów archeologicznych nad pracami ziemnymi prowadzonymi w rejonie narożnika ul. Podwale oraz Krętej zarejestrowano na głębokości 1,2 - 2,0 m relikty średniowiecznej zabudowy drewnianej z ceramiką datowaną na koniec XIV – XV wiek.
Uliczka w okresie staropolskim miała charakter krętego przesmyku między kamienicami, co widoczne jest m.in. na planie rekonstrukcyjnym bydgoskiego miasta lokacyjnego wykonanego przez Gustawa Reicherta w 1890 r. U wschodniego wylotu ulicy znajdowało się starorzecze Brdy, które w XIV wieku zaadaptowano na fosę zamkową. 
Na szczegółowym planie zabudowy miasta sporządzonym przez geometrę Gretha w 1774 r., uliczka prowadzi ze Starego Rynku w kierunku północno-wschodnim do narożnika ulic: Podwale i Grodzkiej. Po południowej stronie ulicy posesje zajęte są przez istniejącą w tym czasie zabudowę, częściowo zniszczoną. Są to zaplecza kamienic ustawionych frontami do Starego Rynku i ul. Podwale. Po północnej stronie ulicy znajdował się natomiast niezabudowany kwartał (z wyjątkiem jednej kamienicy).
Na planie miasta z 1834 r. widnieją narożnikowe kamienice z ul. Podwale i Starym Rynkiem, natomiast środkowe parcele nadal są niezabudowane. Dopiero na planie katastralnym z 1876 r. widoczne są w pełni pierzeje uliczne. Uliczka ma nadal formę wąskiego, krętego traktu, opadającego w kierunku wschodnim, umożliwiającego dojazd do zapleczy posesji usytuowanych przy Starym Rynku i ulicach: Jatki i Podwale.
W 1940 r. na skutek zarządzenia władz hitlerowskich z kreisleiterem NSDAP, nadburmistrzem Wernerem Kampe na czele, wyburzono północno-wschodnią pierzeję Starego Rynku oraz wschodnią pierzeję ulicy Mostowej. W ten sposób usunięto część zabudowy, do których zapleczy umożliwiała dojazd ulica Kręta. Dodatkowo podczas walk w styczniu 1945 r. spaleniu uległy również cztery kamienice wschodniej pierzei Starego Rynku. Zostały one odbudowane w latach 1953-1956, zaś w 1967 r. na rogu ze zlikwidowaną wówczas ul. Jatki wybudowano nie pasujący architektonicznie do okolicznej zabudowy bar szybkiej obsługi „Kaskada”. 
W 2008 r. zapadła decyzja o zburzeniu kaskady i odtworzeniu pierzei kamienic przy ulicy Krętej, Jatki i Starym Rynku. Ulica została ujęta w Planie Rewitalizacji Bydgoszczy  (modernizacja nawierzchni).
W 2012 w czasie prac archeologicznych odsłonięto część fundamentów stojących tu dawniej kamienic, pochodzących nawet z I połowy XVII wieku. Zachowały się łukowate sklepienia piwnic, wnęki na okna piwniczne oraz dachówki i inne pozostałości po znajdującym się w tym miejscu spalonym domu.

### Nazwy
Ulica w przekroju historycznym posiadała następujące nazwy:
- 1800 - Kleine Speicher Gasse
- 1816–1840 - Speicher Gasse
- 1861–1920 - Krummegasse
- 1932–1939 - Kręta
- 1939–1945 - Krummegasse
- od 1945 - Kręta

Nazwa ulicy nawiązuje do krętego przebiegu ulicy do 1940 r. - czasu wyburzeń okolicznej zabudowy przez władze hitlerowskie.

## Architektura
Ulica Kręta nie posiada ciągłych pierzei kamienic. W jej północnym narożniku z ul. Podwale stoi dawny budynek magazynowo-przemysłowy (II poł. XIX w.), w którym mieści się klub Eljazz. Po stronie południowej znajdują się zaplecza kamienic stojących we wschodniej pierzei Starego Rynku. W 2007 r. wzdłuż ulicy ustawiono pawilony-kwiaciarnie, poprzednio stojące na płycie Starego Rynku, jednak jesienią 2021 zostały one zdemontowane.